# Maria Szymańska
Maria Szymańska, coniugata Elzanowska (Brodnica, 20 ottobre 1942), è un'ex cestista polacca.

## Carriera
Con la Polonia ha disputato i Campionati europei del 1962.